# Carmen Romero Rubio

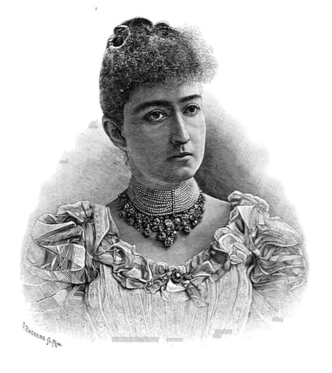
Carmen Romero Rubio

Carmen Romero Rubio y Castelló (* 20. Januar 1864 in Tula, Tamaulipas; † 25. Juni 1944 in Mexiko-Stadt) war die zweite Ehefrau des mexikanischen Präsidenten Porfirio Díaz.
Carmen Romero Rubio stammte aus einer sehr reichen und angesehenen Familie katalanischer Abstammung. Ihr Vater, General Manuel Romero Rubio (1828–1895), war Anhänger und Außenminister des Präsidenten Sebastián Lerdo de Tejada, und von 1884 bis 1895 Innenminister Mexikos im Kabinett der Regierung von Porfirio Díaz.
Bekannt wurde sie 1881 durch ihre Heirat mit dem mexikanischen Präsidenten Porfirio Díaz, der sie bei einem Besuch der amerikanischen Botschaft in Mexiko-Stadt kennenlernte. Sie war zur Zeit der Hochzeit 17 Jahre alt, Díaz ein Witwer von 51 Jahren. Wegen ihrer Vornehmheit, vor allem aber wegen ihres Einflusses auf die politischen Entscheidungen ihres Gatten, der ihr Urteil schätzte, war sie bei der mexikanischen Bevölkerung äußerst beliebt. Sie förderte vor allem seine Aussöhnung mit den liberalen Lerdisten und mit den Katholiken.
Politisch bedeutsam ist ihr Einfluss auf Díaz hinsichtlich der Kirchenfrage. Als tiefreligiöser Katholikin gelang es ihr, eine  Annäherung des laizistischen Staates mit der katholischen Kirche herbeizuführen.
Die Eheschließung wurde von Manuel Romero Rubio gefördert, der auf diese Weise die Beziehung zwischen Díaz und den Konservativen wie den früheren Anhängern Lerdos festigen wollte. Díaz stützte sich in der Folge noch stärker auf das Bürgertum, was den Frieden im Land und seine Herrschaft sichert und festigte. Die Eheschließung fällt damit auch mit dem Beginn der zweiten Phase der Herrschaft Díaz’ zusammen. Seine Machtbasis wurde die Aristokratie, der er sich im Verhalten und im Führungsstil immer stärker anpasste.